# نانتیویل نوتردام
نانتیویل نوتردام (انگلیسی: Nanteuil-Notre-Dame) یک کمون در او-دو-فرانس (Hauts-de-France ) در شمال فرانسه است.